# St. Maria (Frauenberg)

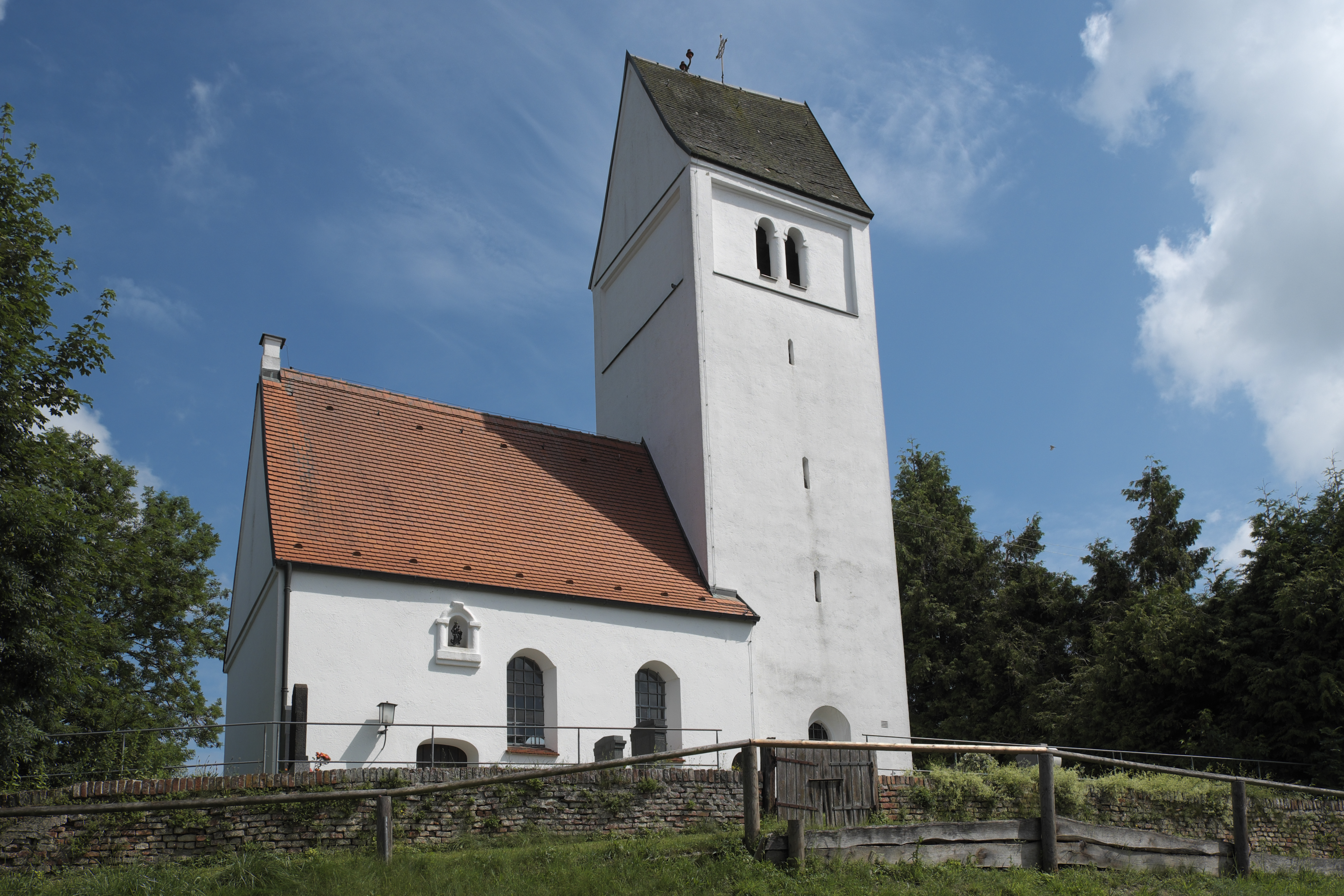
Kirche St. Maria in Frauenberg

Die katholische Filialkirche St. Maria in Frauenberg, einem Gemeindeteil von Maisach im oberbayerischen Landkreis Fürstenfeldbruck, wurde im 12./13. Jahrhundert errichtet. Die Kirche an der Kirchbergstraße 7, auf einer kleinen Anhöhe inmitten des Friedhofs, ist ein geschütztes Baudenkmal.

## Beschreibung
Die kleine romanische Chorturmanlage mit Satteldachturm wurde um 1770 innen barockisiert. Der Bau hat bis auf die im 17. Jahrhundert vergrößerten, mit eingezogenem Rundbogenschluss versehenen Fenster noch ganz sein mittelalterliches Gepräge erhalten. Im Chor ist das ursprüngliche Kreuzgratgewölbe vorhanden. Das Langhaus wird von einer barocken Stichkappentonne abgeschlossen. 
Die Ausstattung besteht aus einem Hochaltar des 17. Jahrhunderts mit den Skulpturen der Apostel Petrus und Paulus. Die im Schrein befindliche sitzende Muttergottes wurde Ende des 15. Jahrhunderts geschaffen. Die Seitenaltäre und das Laiengestühl werden um 1770 datiert.  